# Henry Kremer
Henry Kremer (Dvinsk, 8 maggio 1907 – Tel Aviv, 8 aprile 1992) è stato un imprenditore britannico, ricordato soprattutto per aver notevolmente stimolato la nascita dell'aviazione a propulsione umana.
Grazie alle considerevoli risorse economiche derivanti dalla sua attività di industriale, Kremer (in collaborazione con la Royal Aeronautical Society di Londra) mise in palio a partire dal 1959 una serie di consistenti premi in denaro, noti come premi Kremer, destinati a incentivare lo sviluppo di aeroplani a propulsione umana; avendo donato alla RAeS un totale di 275 000 sterline, divise in sei premi di diversa consistenza, il suo contributo allo sviluppo dell'aviazione a propulsione umana nel corso degli anni è considerato il più rilevante dovuto a un singolo "mecenate".
Nel 1986 divenne membro onorario della Royal Aeronautical Society, e il 10 ottobre 1988 venne insignito della prestigiosa medaglia d'oro della Fédération Aéronautique Internationale.